# 화창 (바둑 기사)
화창(중국어: 花畅, 병음: Hua Chang, 한자음: 화창, 1999년 12월 23일 ~ )는 중화인민공화국의 바둑 기사이다. 장쑤성 옌청시 출신으로 중국기원 소속의 1단이다.

## 경력
장쑤성 옌청시에서 태어났다. 2019년 프로 바둑에 입단했다. 2019년 제2회 바둑리그 챔피언스컵에서 퉁톈이를 누르고 우승을 차지했다.